# Pollution en Corée du Sud
Cet article détaille la pollution en Corée du Sud, un pays de l'Asie de l'Est.

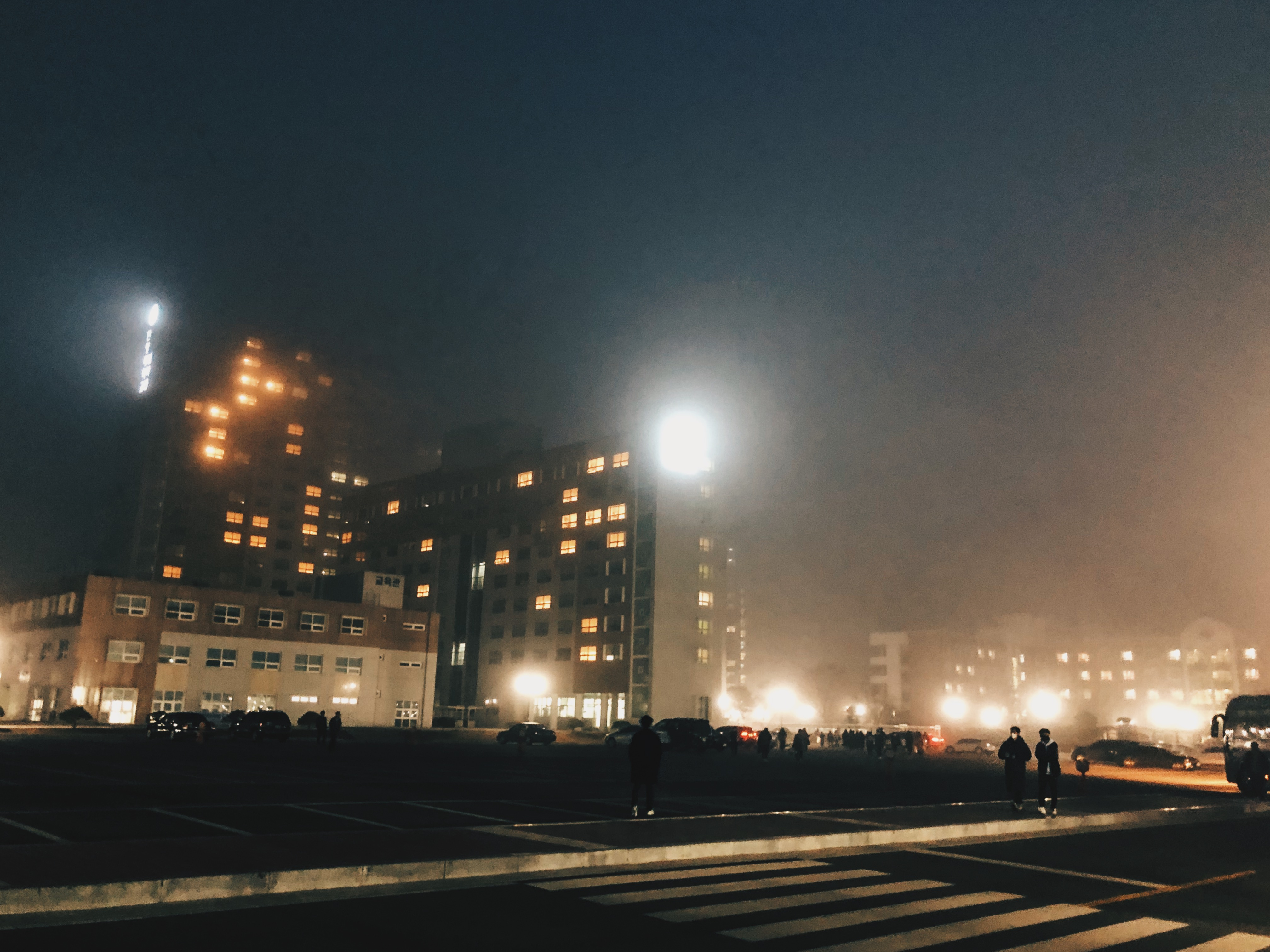
La pollution en Corée du Sud est très visible certaines nuits

## Causes de la pollution en Corée du Sud
La pollution en Corée du Sud s'est produite après la Seconde Guerre mondiale.  En 1960, la Corée était encore un pays pauvre en développement avec un petit secteur manufacturier. En outre, la Corée était fortement dépendante de l'aide étrangère. La société sud-coréenne a commencé une transition massive d'une économie agraire à une économie industrielle, qui n'a fait qu’accéléré par la guerre de Corée. Au lendemain de la guerre, les États-Unis ont acheminé une aide importante à la Corée du Sud sous les auspices de l' Agence des Nations unies pour la reconstruction de la Corée (UNKRA). Autrefois une nation industrielle naissante, l'économie de la Corée du Sud a augmenté de 10 % chaque année dans les années 1980 et 1990. Aujourd'hui, la Corée du Sud est une puissance manufacturière et d'exportation, en 2015, elle était le 11e plus grand producteur intérieur brut au monde. 

### Révolution industrielle
Parallèlement aux techniques avancées, la révolution industrielle du milieu du XIXe siècle a introduit de nouvelles sources de pollution de l'air et de l'eau. Au milieu du XXe siècle, les effets de ces changements commençaient à se faire sentir dans les pays du monde entier. Dans les années 1960, un mouvement environnemental, qui visait à endiguer la marée de polluants se déversant dans les écosystèmes la planète, a commencé à émerger. De ce mouvement sont nés des événements tels que le Jour et la Terre et des victoires législatives comme le Clean Air Act (1970) et le Clean Water Act (1972).